# 埃及語法
《埃及語法》，全名《埃及語法或埃及聖書體用於口語表達的通則》，是法國埃及學家尚-法蘭索瓦·商博良註解古埃及語語法的手稿作品，在他去世四年後的1836年發行。

## 源起

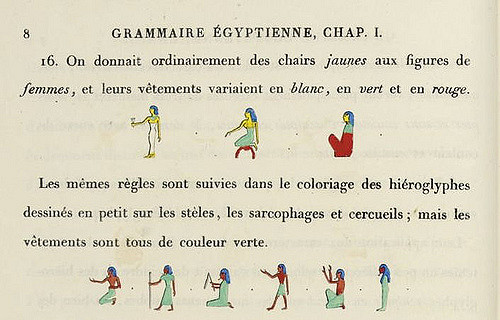
《埃及語法》裡的彩頁。

1830年3月5日，自埃及回到20個月前離開的巴黎，商博良立即優先進行他「通往後世的名片」《埃及語法》的謄稿工作。和在《埃及象形文字詞典》（Dictionnaire égyptien）的卡片或《埃及諸神錄》（Panthéon égyptien）的版畫上一樣，他在此書中也納入了由他自己或助手在埃及臨摹的眾多圖畫。但他於兩年後逝世，令作品未能發表。直到1836年，才由他的哥哥賈克-喬瑟夫·商博良出版。來自布魯塞爾的版畫刻印家馬塞林·喬拔建議商博良使用平板畫作為《埃及語法》的插圖。作品的印製結合了石版印刷和字體排印工序，巴黎刻印師查理·莫特為這部作品使用了經由朱爾·費奎雷（Jules Feuquières）改良過後的石版刻印技術，以此確保書中版畫的印刷品質。
《埃及語法》非常貼切地描繪了埃及象形文字（聖書體）的特色：「這是一個繁複的體系，一個在同一篇文字、同一句話，甚至幾乎可以說同一個字中，集具象性、象徵性與表音性於一身的文字。」這部著作通常和發行於1841年的《埃及象形文字詞典》（Dictionnaire égyptien en écriture hiéroglyphique）配套使用，後者也是由商博良之兄出版。因兩部皆屬未完成作品，結合起來可相互補充，為學習埃及象形文字的人提供更完整的資料。法國考古學家艾米爾·普里斯·達文尼原為工程師，因讀了商博良的《埃及語法》而轉投埃及學。

## 象形文字
商博良的這部《埃及語法》包含衆多樣式特別的象形文字。

## 版本
這部作品至今已發行數種版本，比較知名的有：

## 畫廊

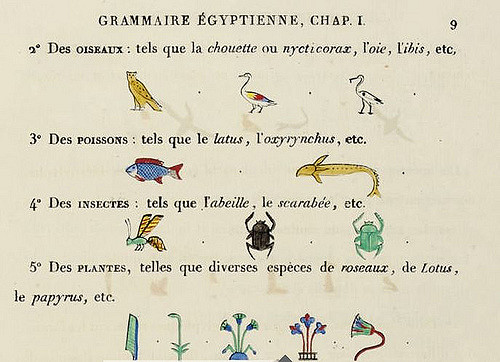
《埃及語法》第一章第9頁局部
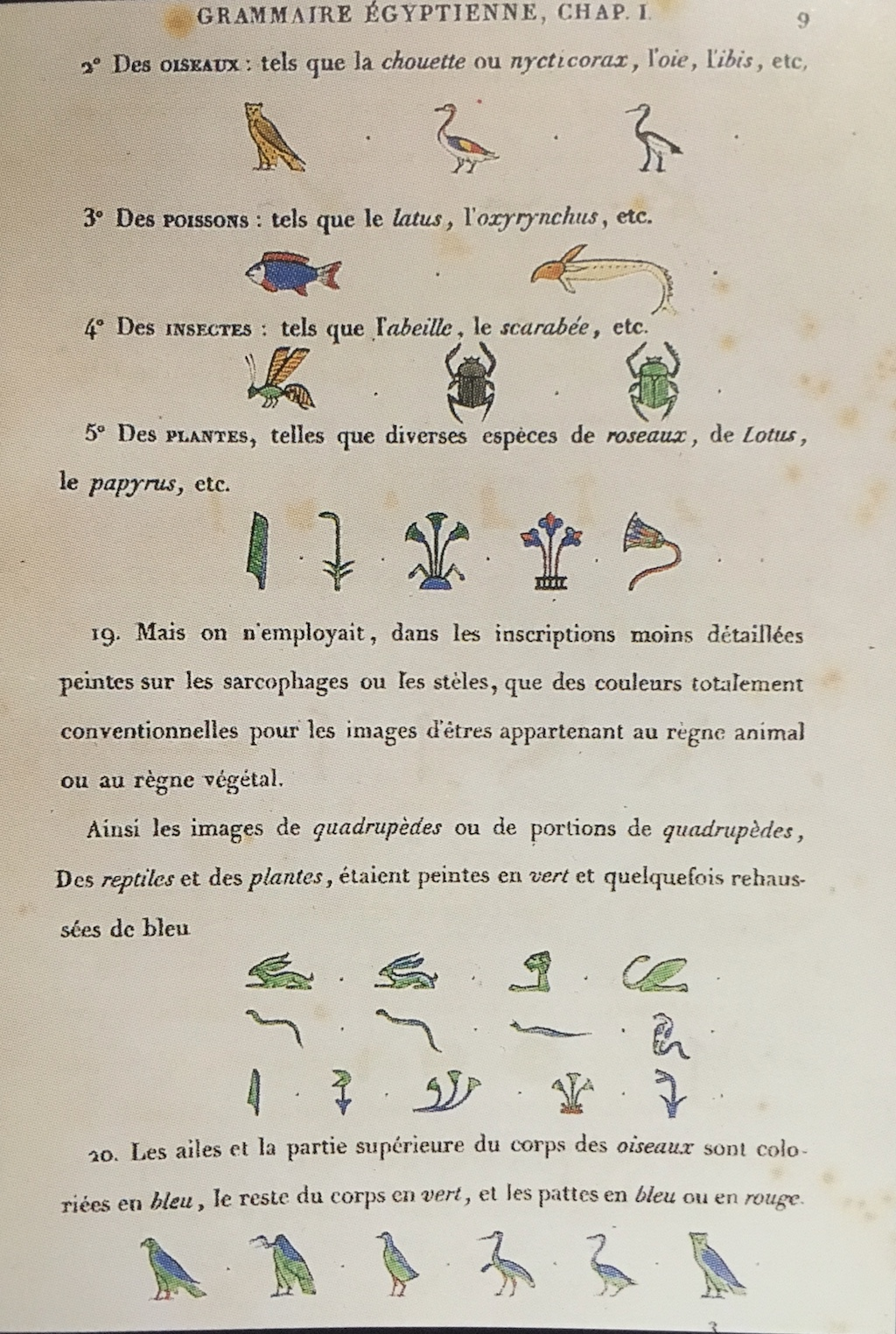
《埃及語法》裡的象形文字臨摹圖
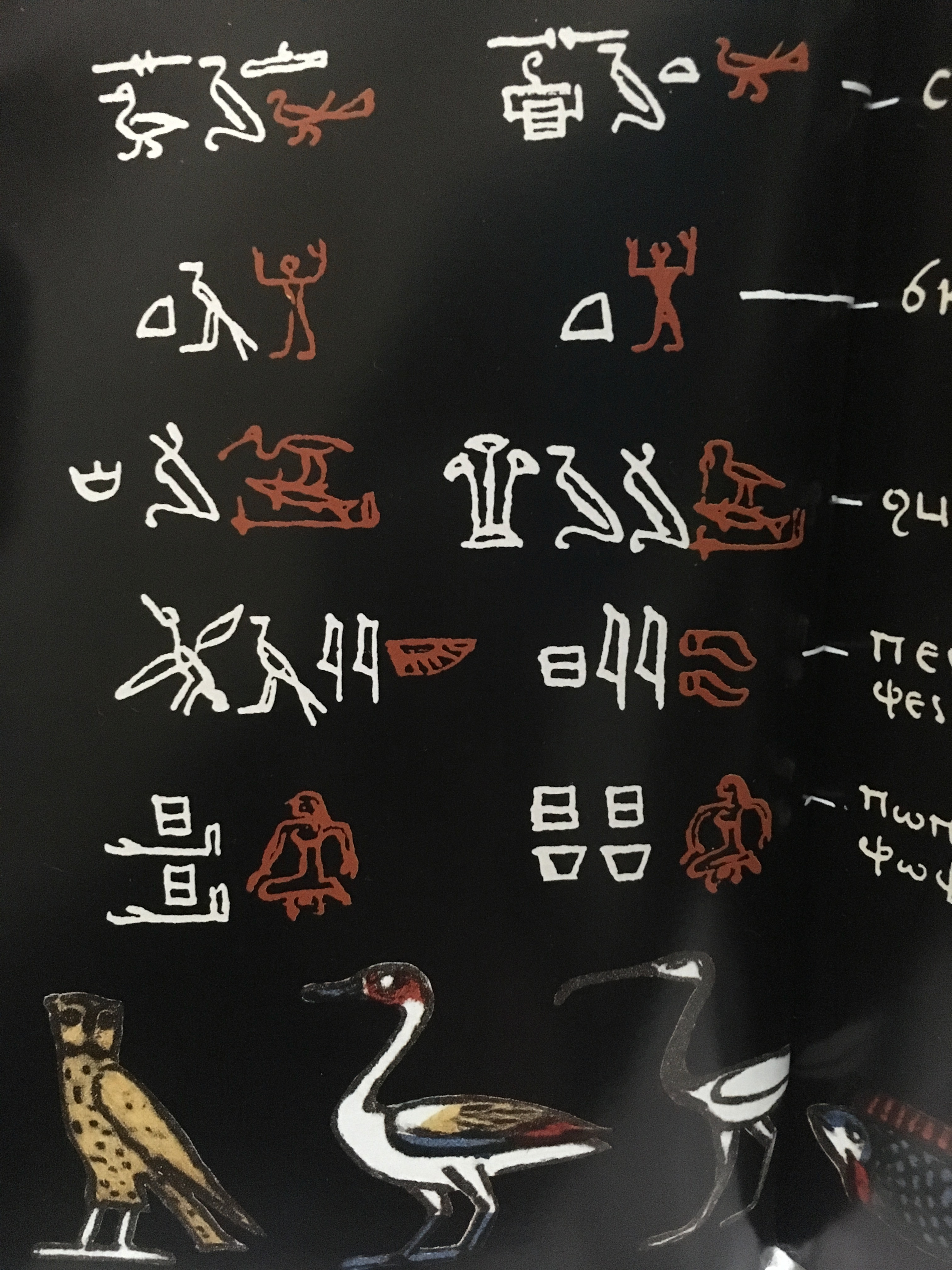
《埃及語法》裡的象形文字臨摹圖
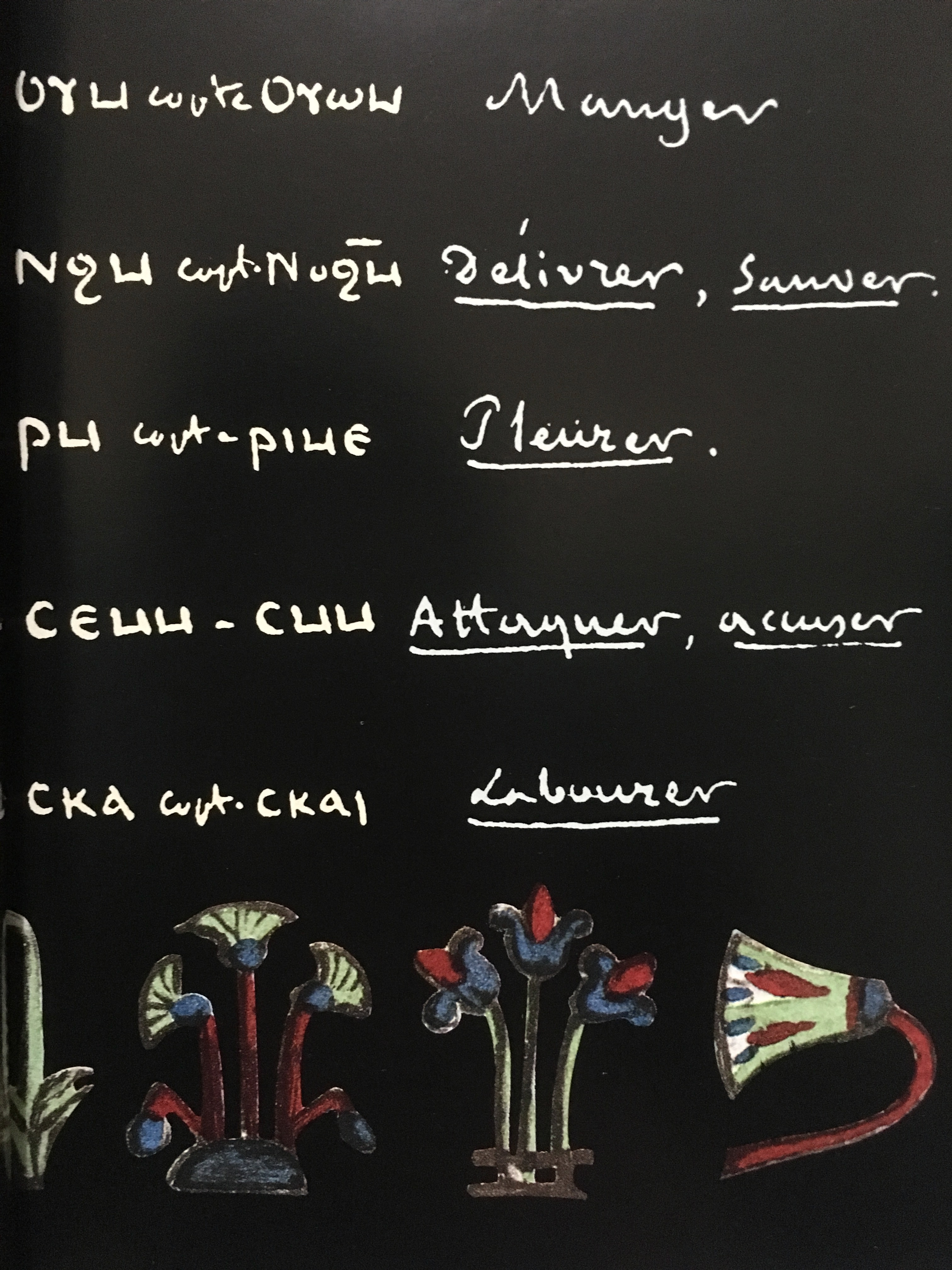
《埃及語法》裡的象形文字臨摹圖
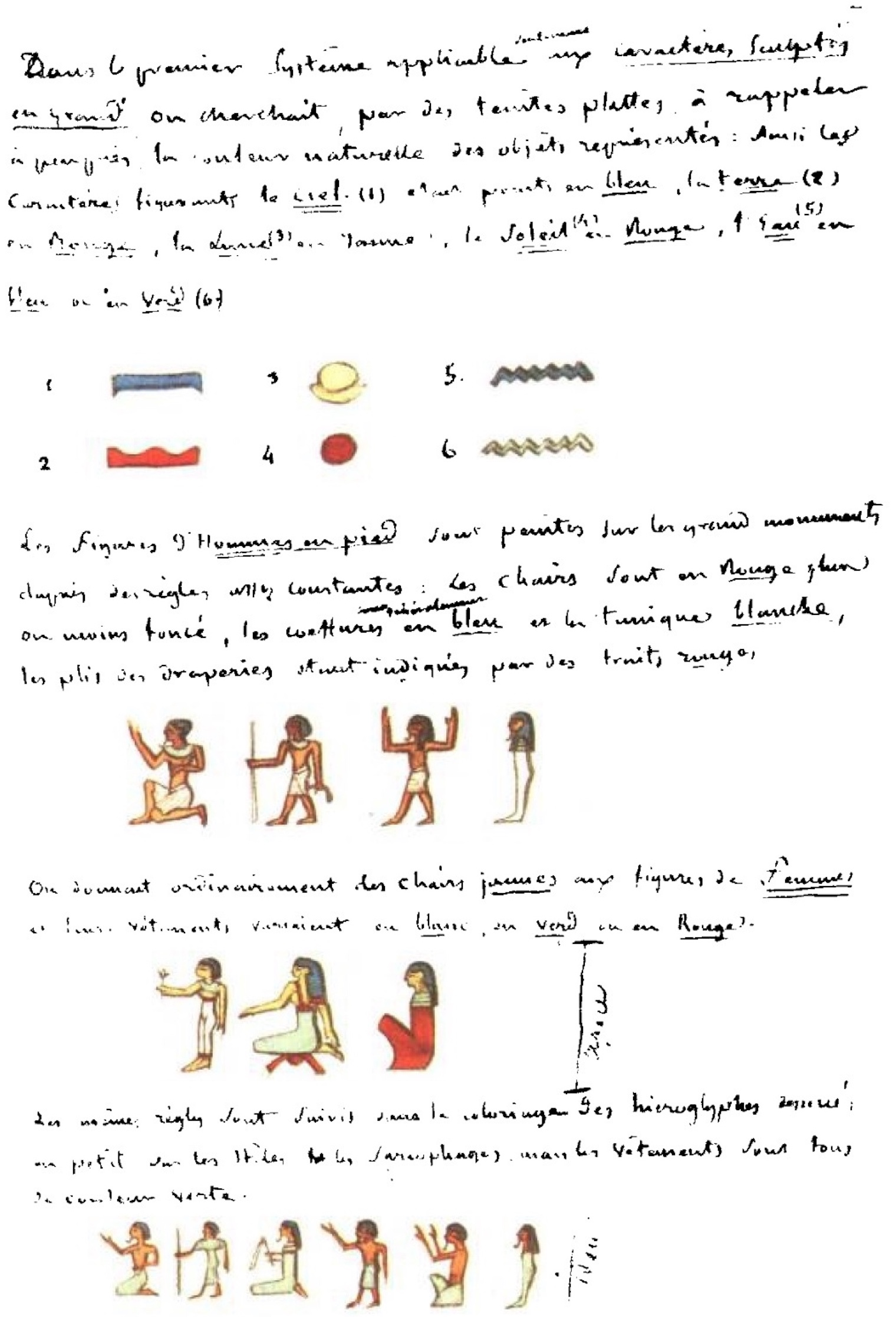
商博良為《埃及語法》所寫的手稿本書頁